# ジェフ・キニー (漫画家)

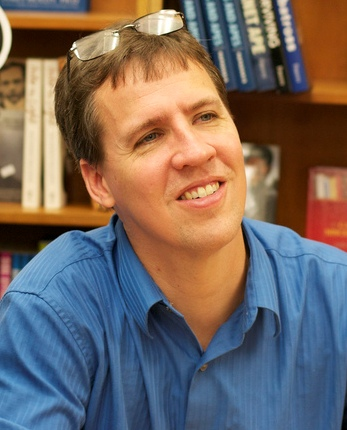
ジェフ・キニー

ジェフ・キニー（米：Jeff Kinney, 1971年2月19日 - ）は、子供向けの読み物『グレッグのダメ日記シリーズ』（原題："Diary of a wimpy kid"）
の作者として有名な、アメリカ合衆国の児童文学作家。本名はジェフリー・パトリック・キニー（米: Jeffrey Patrick Kinney）。

児童文学作家としてデビューする前は、ゲームデザイナーや漫画家として活躍していた。

2009年度には米タイム (雑誌)の世界でもっとも影響力のある100人に選ばれている。

## 作品リスト
いずれも日本語版はポプラ社から刊行されている。
1. グレッグのダメ日記
2. ボクの日記があぶない！
3. もう、がまんできない！
4. あ~あ、どうしてこうなるの！？
5. なんとか、やっていくよ
6. どうかしてるよ！
7. どんどん、ひどくなるよ
8. わけがわからないよ！
9. とんでもないよ
10. やっぱり、むいてないよ
11. いちかばちか、やるしかないね!
12. にげだしたいよ!
13. さすがに、へとへとだよ
14. ぶっこわしちゃえ
15. ロウリーのいい子日記
16. なんとかなるさ
17. はじめてあじわえたよ
18. なんだって、やってやる！
19. 脳みそが、もういっぱい！
20. すごいひみつ
21. どうなってるの？
22. ロウリーいい子アドベンチャー